# Австрія на зимових Олімпійських іграх 1964
Австрія на зимових Олімпійських іграх 1964 була представлена 83 спортсменами у 10 видах спорту.

## Медалісти
| Медаль | Спортсмен                                                   | Вид                 | Дисципліна         |
| ------ | ----------------------------------------------------------- | ------------------- | ------------------ |
| Золото | Егон Ціммерманн                                             | гірськолижний спорт | швидкісний спуск   |
| Золото | Пепі Штіглер                                                | гірськолижний спорт | слалом             |
| Золото | Крістль Гаас                                                | гірськолижний спорт | швидкісний спуск   |
| Золото | Йозеф Файстмантль Манфред Штенгль                           | санний спорт        | двійки             |
| Срібло | Карл Шранц                                                  | гірськолижний спорт | гігантський слалом |
| Срібло | Ервін Талер Адольф Кокседер Йозеф Найрц Райнгольд Дурнталер | бобслей             | четвірка           |
| Срібло | Регіне Гайтцер                                              | фігурне катання     | жінки              |
| Срібло | Райнгольд Зенн Гельмут Талер                                | санний спорт        | двійки             |
| Бронза | Пепі Штіглер                                                | гірськолижний спорт | гігантський слалом |
| Бронза | Траудль Гехер                                               | гірськолижний спорт | швидкісний спуск   |
| Бронза | Лені Турнер                                                 | санний спорт        | одиночні сани      |